# نوریوکی ایواداره
نوریوکی ایواداره (انگلیسی: Noriyuki Iwadare؛ زادهٔ ۲۸ آوریل ۱۹۶۴) آهنگساز اهل ژاپن است.